# Ꜵ
| 大文字 |  | 小文字 |
| 大文字 |  | 小文字 |

Ꜵ,ꜵは、ラテン文字の一つ。AとOの合字である。

## 各言語における用法
古ノルド語では[ɔ]を表す。

## コンピューター
UnicodeではꜴの大文字はA734に、小文字はA735に収録されている。